# La Rédemption (Gounod)
Trilogie sacrée
Pour les articles homonymes, voir Rédemption (homonymie).
Pour la localité au Québec, voir La Rédemption.
La Rédemption (CG 32) est un oratorio en trois parties de Charles Gounod créé pour la première fois le 30 août 1882, à Birmingham dirigé par le compositeur.

## Historique
L'oratorio est dédié à Sa Très Gracieuse Majesté la Reine Victoria.
Cette composition est basée sur des esquisses beaucoup plus anciennes, qui ont été mises au point lorsque l'éditeur Novello, a organisé deux représentations au Festival de Birmingham en 1882 avec Edward Lloyd comme ténor. L'oratorio a obtenu un énorme succès populaire et a consolidé la position de Gounod en Angleterre. Dans le chœur de La Pentecôte, Gounod élabore cette partie en développant un thème qu'il avait écrit pour le Cantique pour l'anniversaire des martyrs, pièce qu'il avait composée en 1869 avec le Père Charles Dallet de la Société des Missions étrangères de Paris en l'honneur des martyrs de Corée.

## Thème
La Rédemption est un retour à la musique sacrée chrétienne à laquelle Charles Gounod avait adhéré depuis son séjour à Rome, ou pendant son temps comme organiste de la chapelle de la Société des Missions Étrangères de Paris.

« Cet ouvrage est l'exposition lyrique des trois grands faits sur lesquels repose l'existence de la Société Chrétienne et qui sont : 1. La Passion et la Mort du Sauveur. 2. Sa vie glorieuse sur la terre depuis sa Résurrection jusqu'à son Ascension. 3. La diffusion du Christianisme dans le monde par la mission Apostolique. Ces trois parties de la présente Trilogie sont précédés dun Prologue sur la Création, la Chute de nos premiers parents et la promesse d'un Libérateur. »

— Charles Gounod, La Rédemption

## Structure
Divisée en trois parties précédées par un prologue, il s'agit d'une méditation sur la Résurrection du Christ, la Pentecôte ou descente du Saint-Esprit sur la Bienheureuse Vierge Marie et les Apôtres, et la Venue finale du Christ en gloire.

### Prologue
- A) Un prélude instrumental exprime le Chaos (confusion primitive) des éléments. Et l'Esprit de Dieu planait sur les eaux. Dieu dit ensuite : « Que la lumière soit, et la lumière fut  ».
- B) Création de l'Homme, pontife et roi de la nature. Le Démon : Prévarication de l'Homme; sa déchéance. Inutilité des sacrifices. Nécessité d'un Médiateur Divin. Première apparition de la Mélodie typique de l'Homme Dieu Résempteur.
- C) Promesse du Rédempteur (seconde apparition de la Mélodie typique). Le décret de la Rédemption dans les conseils éternels. Chœur mystique. Annonciation du Mystère de l'Incarnation à la Sainte Vierge (troisième apparition de la Mélodie typique).

### Première Partie

#### I. Le calvaire
Récitatifs. Condamnation et arrestation de Jésus. Insultes et outrages. Réponse de Jésus. Montée au Calvaire.
Ce morceau comprend six périodes distinctes bien qu'enchaînées de manière à ne former qu'un seul morceau de musique.
- 1. Une marche instrumentale : c'est la brutalité de la force matérielle et païenne conduisant Jésus au supplice.
- 2. Une lamentation confiée aux voix de femmes, représentant la compassion Chrétienne, et dont la mélopée, soutenue par les gémissements de l'orchestre, est empruntée à l'Hymne de la Liturgie catholique, "Vexilla Regis prodeunt" .
- 3. Reprise de la marche instrumentale no 1.
- 4. Pleurs des Saintes Femmes, voyant Jésus défaillir sous le fardeau de sa Croix.
- 5. Paroles de Jésus aux Saintes Femmes : « Oh filles d'Israël, ne pleurez pas sur Moi, pleurez plutôt sur vous et vos enfants ».
- 6. Reprise de la marche instrumentale no 1, mais combinée cette fois, avec la mélopée entière no 2, et signifiant, par cette persistance continue des deux thèmes réunis, la double persistance de la persécution et de la compassion au travers des siècles.

#### II. Le crucifiement
Récitatifs. Jésus est arrivé sur le sommet du Calvaire. On l'étend sur la Croix, on cloue Ses pieds et Ses mains. Insultes et blasphèmes de la foule. Chœur - Outrage des prêtres. Chœur - (quatrième apparition de la Mélodie typique) Prière de Jésus « Pardonnez leur, mon Père ! » - (cinquième apparition de la Mélodie typique). Reproches du Sauveur à Son peuple. Chœur mystique.

#### III. Marie au pied de la croix
- Récitatifs. Jésus donne à St. Jean Marie pour mère, et St. Jean pour fils à Marie.
- Quatuor et Chœur. Complainte mystique. La Sainte Vierge. Chant du Stabat Mater de la liturgie catholique, confié à l'orchestre, et accompagnant le solo vocal de la complainte mystique.
- Choral. La même combinaison entre les chœurs à l'unisson entonnant le thème de la complainte, l'orgue chargé du chant liturgique, Stabat Mater, et l'orchestre unissant sa compassion aux douleurs de la Mère de Dieu.

#### IV. Les deux larrons
- Récitatifs. Imprécations du mauvais larron. Humilité et résignation du bon larron. Jésus lui promet le Paradis, en récompense de sa foi. (sixième apparition de la Mélodie typique)
- Choral: Jésus est le Salut et la Vie.

### Deuxième Partie - De la résurrection à l'ascension

#### I. Chœur mystique.
Le dogme de la résurrection. Trompettes dans les hauteurs.
Orchestre, chœurs et orgue. Le Christ ressuscite d'abord. Solo de cor et orchestre pendant les appels des trompettes d'en haut. Chœur et orgue combinés avec les appels persistants des trompettes.

#### II. Les saintes femmes vont au sépulcre.
Récitatif - Orchestre seul - Récitatif - Colloque des Saintes Femmes pendant la route. - Récitatif - L'Ange leur apparaît; il leur annonce Jésus ressuscité. Cette mélopée est soutenue par une combinaison harmonique dans laquelle les dessus et les basses d'orchestre s'éloignent constamment par une progression diatonique (c.à.d de tons et de demi-tons) en sens contraire, jusqu'au moment où, sur les mots Il est ressuscité, le chant et la basse franchissent subitement un espace de tierce, exprimant ainsi que le Christ, pas Sa puissance divine, a triomphé du tombeau et de la servitude de la Mort.

#### III. Apparition de Jésus aux saintes femmes.
Orchestre seul Les Saintes Femmes, remplies à la fois de trouble et d'allégresse, se remettent en route, selon l'ordre de l'Ange, pour aller annoncer aux Disciples, réfugiés en Galilée, la Résurrection de Jésus. (Thème instrumental du morceau précédent). Jésus leur apparaît sur la route. Septième exposition de la Mélodie typique dans l'orchestre pendant les paroles de Jésus. Les Saintes Femmes, après s'être prosternées devant le Sauveur, se relèvent... Jésus a disparu. Elles reprennent leur route.

#### IV. Le Sanhédrin.
Récitatif - Cependant les gardiens du sépulcre, s'éveillant, ont trouvé le tombeau vide. Ils accourent en hâte au Sanhédrin, (Conseil de la Synagogue). Chœur' « Christ est ressuscité ! Nous le gardions en vain ! Le sépulcre est ouvert !  » Émotion des Pharisiens. Chœur « Dites que les Disciples de Jésus sont venus pendant la nuit et l'ont enlevé.  ». L'Humanité proteste. Chœur Imprécation contre cette imposture soudoyée :

#### V. Les saintes femmes devant les apôtres.
Récitatifs - Les Saintes Femmes accourent annoncer qu'elles ont vu Jésus. Trio - Incrédulité des apôtres. Chœur « Bienheureux ceux qui croient. » Soprano solo et chœur.

#### VI. Apparition de Jésus aux apôtres. L'Ascension.
Récitatifs - (Huitième apparition de la Mélodie typique.) Jésus donne aux Apôtres leur Mission. L'orchestre ramène la progression harmonique qui a accompagné les paroles de l'Ange du Saint Sépulcre aux Femmes.

En présence des Apôtres, Jésus s'élève au ciel.

Final Dans les hauteurs, voix célestes, harpes et trompettes.

Chœur de la terre: orchestre, orgue.

Les portes du Ciel s'ouvrent devant le Vainqueur de la Mort.

Appel des voix célestes: réponse du chœur terrestre.

Les deux chœurs réunis : orchestre, orgue.

Neuvième et dernière apparition de la Mélodie typique, emportant tout l'orchestre à l'unisson, et soutenue par les accords du grand-orgue tout entier.

### Troisième Partie - La Pentecôte

#### I. Chœur prophétique
Ce morceau est un hymne à la gloire du dernier âge de l'Humanité, âge qui verra régner sur la terre la grande fraternité, par la Paix et l'Amour, dans une sorte de dernier Paradis Terrestre, avant-goût de l'Éternité bienheureuse.
- Un prélude instrumental exprime l'aurore de cet âge béni.
- Chœur.
- Soprano solo, célébrant les délices de la Paix.
- Reprise du chœur no 2.

#### II. Le cénacle
- Récitatif. Les Apôtres, en prière, attendent dans le Cénacle l'accomplissement des promesses Divines.
- Orchestre seul. La prière des Apôtres (sous la présidence de la Sainte Vierge).
- Récitatif. Soudain un bruit comme de tempête ébranle la salle du Cénacle. Des langues de feu descendent sur les apôtres.
- Récitatifs. Une voix d'en-haut annonce aux Apôtres qu'ils peuvent désormais marcher à la conquête du monde.

#### III. L'hymne apostolique
Ce morceau, le dernier et l'un des plus développés de la Trilogie, comprend sept périodes et résume la foi chrétienne.
- 1. Le Collège Apostolique proclame d'abord les trois grands dogmes de l'Incarnation du Verbe, de sa Génération éternelle et de la Présence réelle dans la Consécration Eucharistique. Cette première période est écrite dans un style dont le but est de rappeler la forme et l'allure des Chants appelés Proses dans la liturgie catholique.
- 2.Quatuor et Chœur. Jésus est la Foi qui sauve et la Paix qui console.
- 3.Chœur. Sa puissance manifestée par les miracles.
- 4.Quatuor : Venez à moi, vous tous qui souffrez et pleurez.
- 5.Petit Chœur. Les Béatitudes.
- 6. Reprise du thème du no 1, avec le chœur entier et l'orchestre.
- 7.Coda finale. Glorification de la Très Sainte Trinité dans les Siècles des Siècles.

## Production
La première parisienne de 1884 a mis en vedette Jean-Baptiste Faure. Gounod considérait cet oratorio et sa suite Mors et vita (1885) comme ses plus grandes réalisations.
Berthold Tours avait effectué une réduction pour le piano de cette œuvre. À partir de cette réduction a été faite une nouvelle orchestration. Cela a donné lieu à une controverse lorsque l'oratorio a été joué avec cette nouvelle orchestration à Boston le 21 janvier 1883. Finalement, une Cour des États-Unis a décidé que la publication d'une partition pour piano-forte ne donnait pas le droit à quiconque d'en arranger les parties orchestrales et d'exécuter l'œuvre comme étant celle de l'arrangeur. Cette décision abordait la question épineuse du traité sur le droit d'auteur entre l'Angleterre et les États-Unis à ce moment. La polémique, au-delà des contestations judiciaires créées, révèle la popularité à cette époque du genre oratorio qui avait rapidement conquis un public en Angleterre et en Amérique.

## Accueil
Si la réception de La Rédemption est contrastée, des artistes comme le pianiste Franz Liszt considèraient qu'il s'agit d'un « virage vers le sublime » et que le succès n'est pas ce que recherche Gounod. En Angleterre, The Redemption a été largement apprécié et a reçu « une place parmi les plus hautes réussites de l'art bien jugé et correctement appliqué », selon le critique musical Joseph Bennett. Après avoir entendu La Rédemption jouée à Vienne, un autre critique musical, Eduard Hanslick, a écrit un commentaire sévère dans la Neue Freie Press dans lequel il déclarait qu'il considérait que Charles Gounod avait écrit son oratorio « plus en dévot qu'en musicien ». Malgré une certaine quantité de critiques défavorables, ce morceau a continué à progresser régulièrement dans l'estime populaire.

## Enregistrements
- "La Pentecôte" - extrait sur Airs sacrés français Françoise Pollet, orchestre national d'Île-de-France Jacques Mercier 1997
- "De ton amour de père" - sur Gounod Sacred Choral Works. Joanna Burton